# Horizontale Kollaboration

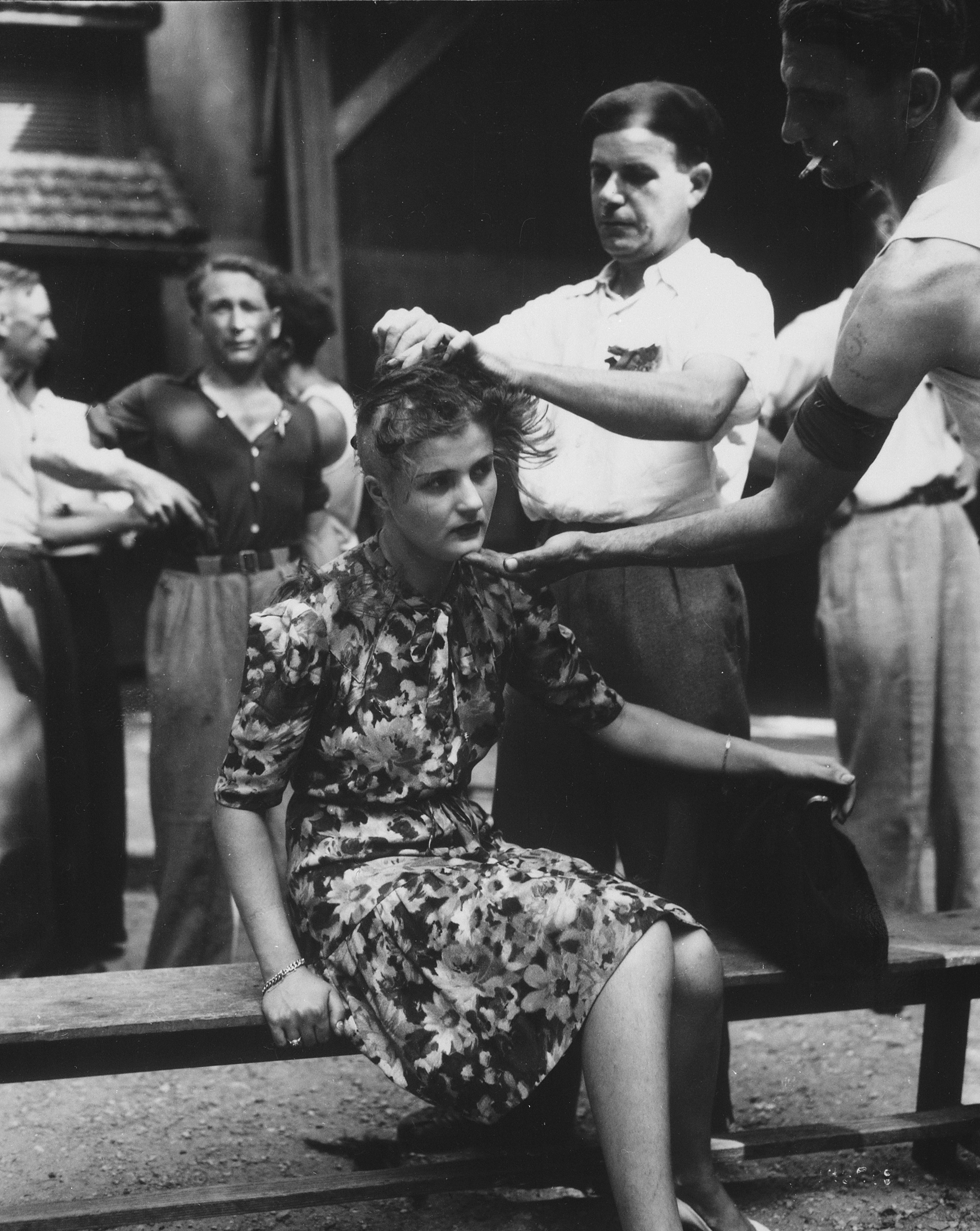
Einer der horizontalen Kollaboration beschuldigten Französin wird der Kopf geschoren

Horizontale Kollaboration (franz. collaboration horizontale bzw. neutraler collaboration féminine ‚weibliche Kollaboration‘) tauchte als Sonderform des Begriffs Kollaboration nach der Operation Overlord am 6. Juni 1944 in Frankreich auf. Er bezog sich auf französische Frauen, denen der Vorwurf gemacht wurde, während der deutschen Besatzungszeit (1940–1944) sexuelle Verhältnisse mit deutschen Soldaten gehabt zu haben. Nach dem Krieg konnte er sich auch auf die sexuellen Beziehungen von französischen Frauen zu deutschen Männern beziehen, die als Kriegsgefangene z. B. bei französischen Bauern arbeiteten. Inzwischen gehört der Begriff in der in Nord- und Westeuropa erfolgenden Aufarbeitung deutscher Besatzungsfolgen zum Vokabular in der entsprechenden Literatur.

## Geschichte

### Beginn der Aufarbeitung nach 50 Jahren
Der Tatbestand der „horizontalen Kollaboration“ wurde jahrzehntelang in der französischen Öffentlichkeit – ähnlich wie in allen von der Wehrmacht besetzten Teilen Europas – von den Beteiligten bzw. bei Vergewaltigungen von Tätern wie Opfern verschwiegen (siehe auch Tabuisierung). In Teilen Osteuropas hält dieses Schweigen bis heute an.
In den 1990er Jahren setzte (wie überall) auch in Frankreich eine inzwischen landesweite Aufarbeitung der Vergangenheit ein. Der französische Außenminister Bernard Kouchner bemühte sich ab 2008 auf diplomatischer Ebene in Berlin erfolgreich darum, den inzwischen alt gewordenen enfants de Boches („Deutschenkinder“) Anerkennung widerfahren zu lassen. Sie können jetzt auf Antrag die deutsche Staatsangehörigkeit und damit eine doppelte Staatsbürgerschaft erhalten.

### Kollektivrache an Frauen und Besatzungskindern
Marc Bergère von der Universität Rennes 2 schrieb 2004, es habe keinen sozialen Determinismus gegeben, der bei über 20.000 Frauen mehr oder weniger spontan „horizontale Kollaboration“ diagnostizierte und zum Scheren ihrer Haare führte. Entscheidend sei die Nähe zum Besatzer gewesen. Dabei sei es nicht in erster Linie um sexuelle Kontakte mit Deutschen gegangen, sondern es genügte, als Büroangestellte, Haushaltshilfe, Köchin, Wäscherin oder im Hotel- und Restaurationsgewerbe oder Gesundheitsdienst tätig gewesen zu sein, um in den Verdacht der „Germanisierung“ zu geraten. Dahinter habe das in der Befreiung Frankreichs nach dem 6. Juni 1944 zum Zuge gekommene Wiederaufleben und das Verherrlichen männlicher Werte und männlicher Ordnung gestanden.
Besonders problematisch war die Situation für Frauen, die aus dieser Beziehung mit einem Deutschen ein Kind bekommen hatten. Jean-Paul Picaper schätzte die Zahl dieser Kinder im Jahr 2009 auf 200.000. Sie wurden stigmatisiert wie ihre Mütter und galten als „enfants maudits“ (= „verdammte Kinder“) ähnlich wie die Kinder deutscher Soldaten in Norwegen (siehe Tyskerbarn) und Dänemark. Die Mütter wurden einer öffentlichen Demütigung, das oft Festcharakter hatte, ausgesetzt, konnten nach dem Scheren der Haare zusätzlich beschmiert, entkleidet und zur Verhöhnung auf der Straße der Menge ausgesetzt werden. Ins kollektive Geschichtsbewusstsein eingegangen ist eine Aufnahme von Robert Capa vom 14. August 1944 in Chartres, La Tondue de Chartres.
Da sich einige dieser Frauen aus Opportunismus um rein persönlicher Vorteile willen auf ein sexuelles Verhältnis mit einem Angehörigen der deutschen Wehrmacht eingelassen hatten, wurden sie von vielen Einheimischen und darunter besonders von anderen Frauen als Prostituierte angesehen. Für Picaper zeigt sich in diesen Vorgängen, dass in Krisenzeiten die Frau ihre „erotische Selbstbestimmung“ verliere und ihr Körper „Nationaleigentum“ werde. Wähle sie den „falschen Sexualpartner“, werde nach der Befreiung von der Besatzungsmacht von den Befreiten ihr Körper als Gemeineigentum behandelt und die Rache an ihm vollzogen. Diese Rache sei archaischen Ursprungs, zeige sich in der Geschichte in entsprechenden Situationen immer wieder und sei mit Samson auch biblisch überliefert, der beim Zusammensein mit Delila seine Haare und demzufolge auch seine Individualkraft verloren habe. Das Scheren der französischen Frauen habe sie aus der nationalen Gemeinschaft ausstoßen, aus der bürgerlichen Gesellschaft vertreiben und sie „entweiblichen“ sollen. Von daher konnten die von ihnen geborenen Kinder nur als „verflucht“ gelten, denn eigentlich hätten sie nur Kinder von französischen Männern gebären dürfen und sollten jetzt, geächtet und „entweiblicht“, nie mehr gebären.
Auf deutscher Seite folgt Klaus Theweleit im Vorwort zu Ebba D. Drolshagens Buch Nicht ungeschoren davonkommen (1998) auf der Grundlage der in seinen Untersuchungen von 1977/78 über Männerphantasien in Nationalismus und Faschismus zusammengetragenen Ergebnisse einem ähnlichen Gedankengang zur „Nationalisierung“ des Frauenkörpers in Krisenzeiten.

## Lyrik, Chanson, Comic und Film
Paul Éluard schrieb 1944 sein um Verstehen ringendes Gedicht Comprenne qui voudra (= „Verstehe, wer da will“). Georges Brassens widmete auf seinem Album von 1964 Les copains d’abord einer Geschorenen ein Lied: La tondue.
Das Scheren von Frauen war zweimal in bemerkenswerten französischen Filmen zu sehen, lange bevor die öffentliche Aufarbeitung begann: zum ersten Mal 1959 als zentrales Motiv in Hiroshima, mon amour von Alain Resnais nach dem Drehbuch von Marguerite Duras und 1967 in der Schlussszene von Claude Berris Der alte Mann und das Kind (Le Vieil homme et l’enfant).
2009 kam das Thema im Comic an mit L’Enfant Maudit, Band 1: Les Tondues von Arno Monin und Laurent Galandon (Band 2: La marque O 2012).
- Film: Feindeskind. Mein Vater war ein deutscher Soldat. Dokumentation Susanne Freitag & Claudia Döbber. Sender Phoenix, 9. Januar 2010

## Sonstiges
Auch in anderen Ländern gab es ähnliches Vokabular für analoge Sachverhalte:
- Als Tyskerbarna („Deutschenkinder“) oder Krigsbarna („Kriegskinder“), auch Tyskerunger werden in Norwegen die während der deutschen Besetzung des Landes im Zweiten Weltkrieg zwischen 1940 und 1945 von Deutschen und Österreichern (darunter vielen Gebirgsjägern) mit Norwegerinnen gezeugten Besatzungskinder bezeichnet. Ihre Mütter bezeichnete man in Norwegen mit dem Schimpfwort Tyskertøs („Deutschenflittchen“).

- Das Fraternisierungsverbot für US-amerikanische Soldaten wurde im Oktober 1945 aufgehoben. Ab dann durften (auch schwarze) US-Soldaten mit deutschen (weißen) Frauen ausgehen. Von den „Brown Babies“ wurde ein Teil von schwarzen Adoptiveltern in den Vereinigten Staaten aufgenommen.

- „Rheinlandbastard“ war eine Bezeichnung für Kinder, die während der alliierten Rheinlandbesetzung nach dem Ersten Weltkrieg von schwarzen Besatzungssoldaten mit deutschen Frauen gezeugt wurden. Die Beziehung (oder ein daraus entstehendes Kind) wurde auch Schwarze Schmach genannt.